# 木棉洲际航空71号班机空难
木棉洲际航空71号班机是一架由達喀爾飛往科托努的波音737型班機。該班機在塞内加尔東部上空與一架正在执行医疗运送任务的英国宇航BAe-125型飞机相撞。儘管这架波音737成功轉降其他機場，且機上的人均安然無恙，但是与其相撞的BAe-125在大西洋上空消失，機上所有人無一生還。

## 事故經過
這兩架飛機時間大約在當地時間18時13分相撞。據推斷，BAe-125在相撞後失壓，使機師昏迷，但是BAe-125仍繼續以自動駕駛前往目的地，直到耗盡燃料墜毀大西洋，约在距離達喀爾海岸110公里（68英里）外之處。而波音737僅左機翼翼端帆被削斷一部分。當飛機在科托努附近時，機長以「技術和安全疑慮」为理由轉降馬拉博。

## 飞机
木棉航空的航機機型為波音737-8FB（註冊編號3C-LLY），自2014年2月投入服務；而救護專機是一架BAe-125，註冊編號6V-AIM，1979年就已投入服務。救護專機最终没有被找到，已被假定為過度受損且無法修復。

## 调查
2017年8月21日，塞内加尔航空事故與意外調查部發表了最終調查報告。其中表示Bae-125班機未在指定高度飛行，儘管机组人员有收到指令並正確回報航空交通管制。不過該報告又指出，Bae-125的應答機和高度儀給出的高度並不相同，所以也有可能是機械故障導致的空難。此報告亦有寫出Senegalair的機組人員和技工的失誤而導致高度顯示異常的例子。